# 品川埠頭分岐部信号場
品川埠頭分岐部信号場（しながわふとうぶんきぶしんごうじょう）は、東京都港区港南五丁目と品川区東品川五丁目にまたがってある、東京臨海高速鉄道りんかい線と八潮車両基地への入出庫線が分岐する地点である。

## 概要
新木場駅起点より6.8km、東京テレポート駅から1.92km、天王洲アイル駅から0.95kmの地点にある。東京テレポート駅と八潮車両基地を結ぶ入出庫線から、天王洲アイル駅方面への本線が平面で分岐する複線分岐の構造である。上下線とも16番片開き分岐器が使用されている。

## 沿革
現在のりんかい線 新木場駅 - 東京テレポート駅、ならびに東京貨物ターミナル駅までの区間は、東京外環状線計画の一環にあたる京葉貨物線の一部として旧国鉄時代の1960年代後半から建設が進められていた。工事は1983年に凍結されたが、大部分の区間は完成しており、1996年のりんかい線第一期区間の開業にあたって転用された。
残る東京テレポート駅 - 東京貨物ターミナル駅は、りんかい線第二期区間のうち東京テレポート駅 - 天王洲アイル駅が2001年に暫定開業するのに合わせて転用されることになった。東京貨物ターミナル駅に隣接した海側の敷地に八潮車両基地が設置され、東京テレポート駅 - 当信号場は本線として、当信号場 - 八潮車両基地は入出庫線として利用されることになった。
当信号場を含む品川埠頭直下の区間は複線シールドトンネルであったため、当信号場付近のセグメントを約170mに渡って撤去し、本線を分岐させる形で新たに箱型トンネルを再構築した。
なお、八潮車両基地付近は上下線が分離した単線箱型トンネルとなっているが、東京貨物ターミナル駅の着発線につながる予定であった京葉貨物線の下り線は転用されず、坑口付近までの約555mの区間は発泡スチロールにて封鎖されている。このため、上下線が離合する地点付近には12番片開き分岐器が設置され、当信号場から八潮車両基地までのうち約0.9kmの区間は複線、約2.8kmの区間は単線となっている。

## 備考
当信号場の新木場方、約250mの地点にも12番分岐器の片渡り線があるが、これは先述の天王洲アイル駅暫定開業の際に一部を単線運転としたため設置されたものである。
なお、当信号場が独立した信号場であるかのように記述されることもあるが、信号機の設置状況などから東京テレポート駅構内であるとする指摘もある。

## 周辺
付近の地上には次のような施設がある。
- 品川埠頭
- 東京出入国在留管理局
- 品川南ふ頭公園
- 東京都道480号品川埠頭線

## 隣の駅
東京臨海高速鉄道
 りんかい線
東京テレポート駅 (R 04) - 品川埠頭分岐部信号場 - 天王洲アイル駅 (R 05)